# Дело Торнтона
Дело Торнтона (англ. The Thornton Affair), также перестрелка Торнтона, разгром Торнтона или ранчо Карритос — столкновение американского отряда с подразделением мексиканской армии, которое произошло в апреле 1846 года неподалёку от лагеря генерала Закари Тейлора на реке Рио-Гранде. Разгром американского отряда стал первым боевым столкновением американо-мексиканской войны и дал президенту Полку повод обратиться к Конгрессу с требованием объявления войны Мексике.

## Предыстория
С момента, когда США приобрели Луизиану, возник вопрос о её западной границе. Испания считала границей Луизианы реку Миссисипи, а американцы считали таковой реку Рио-Гранде (исходя из того, что Техас — это часть Луизианы). В 1819 году был заключён Договор Адамса — Ониса, по которой границей между Луизианой и испанским Техасом стала река Сабин, при этом западной границей Техаса американцы всё ещё считали Рио-Гранде. После обретения Мексикой независимости граница по реке Сабин была подтверждена на переговорах 12 января 1828 года. В 1836 году Техас отделился от Мексики; в марте 1845 года США предложили Техасу аннексию, и в июле Техас принял это предложение. Это привело к разрыву дипломатических отношений между США и Мексикой. США начали переговоры по нормализации отношений, но в декабре 1845 года президент Эррера был свергнут и власть захватил президент Паредес, который занял непримиримую позицию.
Присоединение Техаса снова подняло вопрос о его западной границе. 10 ноября 1845 года, инструктируя посла Слайделла перед переговорами с Мексикой, госсекретарь Бьюкинен напомнил ему о том, что правительство США всегда считало таковой реку Рио-Гранде. Техасское правительство также считало Рио-Гранде границей, но реально не контролировало спорную территорию между Рио-Гранде и рекой Нуэсес. 15 июня генерал Закари Тейлор получил приказ занять удобное для лагеря место на реке Рио-Гранде или около неё и переправился в Корпус-Кристи на реке Нуэсес. 12 января 1846 года Тейлор получил сообщение, что Мексика отказалась идти на переговоры, и ситуация обостряется. Тейлору было приказано выдвинуться к реке Рио-Гранде и занять там какую-нибудь выгодную позицию. Ему также было приказано не воспринимать Мексику как врага до официального объявления войны. К концу марта Тейлор привёл свой отряд на берег Рио-Гранде и приказал капитану Джозефу Мансфилду приступить к постройке бастионного укрепления.
11 апреля мексиканский генерал Ампудья прибыл в Матаморос и потребовал от Тейлора немедленно отступить за реку Нуэсес. Тейлор отказал, и Ампудья решил начать боевые действия, но в этот момент он был отстранён от командования, которое было передано генералу Мариано Ариста. Ариста прибыл в Матоморос только 24 апреля и сразу же приказал своему командиру Кавалерии, генералу Торрехону, перейти Рио-Гранде. Узнав о наступлении мексиканской армии, Тейлор послал на разведку несколько десятков кавалеристов 2-го драгунского полка под командованием капитана Сета Торнтона.

## Сражение
Отряд Торнтона (52 драгуна согласно рапорту Харди и 63 согласно рапорту Тейлора) выступил из лагеря ночью 24 апреля. Пройдя 14 миль, отряд сделал привал до рассвета, а потом продолжил марш. Наблюдались все признаки того, что мексиканцы перешли Рио-Гранде; когда отряд прошёл 23 мили от лагеря, его проводник окончательно в этом убедился и отказался следовать далее. Торнтон решил следовать дальше. Через 3 мили его отряд обнаружил большую плантацию на берегу реки, здания которой были окружены изгородями из чаппараля. Торнтон приказал войти на территорию плантации через ворота в изгороди, и отряд прошёл туда единым подразделением, без дальнего охранения и без какой-либо разведки — Торнтон был убеждён, что мексиканцы ещё не перешли реку, а если и перешли, то не вступят в бой.
Уильям Харди вспоминал, что был последним в отряде и последним прошёл ворота. Он увидел, как отряд рассыпался во всех направлениях в поисках кого-нибудь, кого можно расспросить о мексиканцах, и в итоге был найден один старик. Торнтон начал с ним разговаривать, и тут прозвучал сигнал тревоги. Мексиканцы подступили к выходу с территории плантации и перекрыли его. Торнтон был готов атаковать, но было уже поздно. Отряд попал под обстрел и стал терять порядок. Торнтон решил обогнуть изгородь и тогда Харди сказал ему, что вся надежда только на то, что изгородь где-то получится повалить. Торнтон приказал так и поступить, но тут началась неразбериха. Харди решил прорваться за реку, но её берега оказались слишком болотистыми. Харди тогда построил 25 человек для обороны, но к этому моменту многие из них лишились уже сабель и карабинов. Отряд оказался в окружении, и тогда Харди решил сдаться, если получиться договориться о подходящих условиях капитуляции. Он нашёл мексиканского офицера, который доставил его к генералу Торрехону. В расположении мексиканской армии он заметил других пленных, и подсчитал, что вместе с его отрядом их было 45 человек.

## Последствия
Тейлор узнал о произошедшем от проводника и от раненых, которых мексиканцы вернули в лагерь, потому что не имели возможности о них заботиться. Тейлор объявил, что военные действия начаты и запросил набора добровольцев в Техасе и Луизиане. Между тем в конце апреля генерал Ариста выступил из Матамороса, рассчитывая захватить склады Тейлора в Пойнт-Изабель и тем отрезать противника от линий снабжения. 1 мая Тейлор оставил в форте Браун небольшой отряд, а с основными силами отправился в Пойнт-Изабель. 3 мая мексиканская армия начала бомбардировку форта Браун. 7 мая Тейлор повернул обратно к форту, и 8 мая встретился с армией Ариста. Произошло сражение при Пало-Альто, а 9 мая — сражение при Ресака-де-ла-Пальма. Мексиканская армия понесла в обоих сражениях большие потери и отступила. Были проведены переговоры по обмену пленными, в результате чего были отпущены на свободу драгуны, попавшие в плен в ходе перестрелки Торнтона.

### Список погибших
При перестрелке погиб 1 офицер и 15 рядовых 2-го драгунского полка, и ранен 1 офицер и 5 рядовых:
2-й лейтенант Джордж Т. Мэйсон, рядовые: Бенжамин Расселл, Генри Равер, Эзра Сэндс, Уильям Райан, Джон Сидфорт, Уильям Стюарт, Джеймс Кёртис, Ричард Прайор, Джордж Стайлс, Питер Стивенсон, Теофилиус Уайтмен, Джордж Шиппен, Уильям Мафф, Джордж Дженкинс.
Ранены: Капитан Сет Торнтон (тяжело), рядовые Сен-Клер Шипли (легко), Джон Перкинс (легко), Патрик Маклафлин (легко), Генри Уилк (легкое ранение пикой в ногу).

### Объявление войны
9 мая президент Полк собрал кабинет министров и обсудил с ними возможность применения жёстких мер в отношении Мексики. Морской министр Джордж Банкрофт посоветовал не применять силу до того, как Мексика начнёт боевые действия. Однако в 18:00 пришёл рапорт Тейлора о перестрелке и пленении Торнтона. Это привело к повторному созыву кабинета, где после долгой дискуссии было решено, что в понедельник президент обратится к Конгрессу с предложением о начале войны. Всё воскресение Полк работал над этим документом и советовался с ведущими конгрессменами. В полдень понедельника обращение президента было зачитано перед Конгрессом. «После многократных угроз, — сказал Полк, — Мексика перешла границу Соединённых Штатов, вторглась на нашу территорию и пролила американскую кровь на американской земле. Она объявила, что военные действия начаты, и что обе нации теперь в состоянии войны… Война идёт, и, несмотря на все наши попытки её избежать, идёт благодаря действиям Мексики». Последовали некоторые возражения; например, сенаторы-виги предложили сначала произвести расследование произошедшего, а некоторые даже обвинили Полка в агрессии.